# Прачинбури (провинция)
 Прачинбури  (тайск.  ปราจีนบุรี) — провинция в восточной части Таиланда, в 120 км от Бангкока. Численность населения составляет 482 195 человек (2015). Административный центр — город Прачинбури.
Символом провинции является изображение дерева Бодхи. Это символизирует первое дерево Бодхи, посаженное в провинции около двух тысяч лет назад.

## Географическое положение
Географическое положение провинции можно условно разделить на две части: низкую долину реки Прачинбури и плато, на котором возвышается горная цепь Санкамбенг. На этих территориях располагается три Национальных парка: Кхао Яй , Тап Лан (тайск.อุทยานแห่งชาติทับลาน) и Панг Си-да (тайск.อุทยานแห่งชาติปางสีดา).

## Климат
Климат тропический, муссонный. В 2009 году было зарегистрировано 134 дождливых дня. В том же году, максимальная температура составила 36 °C, самая низкая температура 18 °C.

## Административное деление

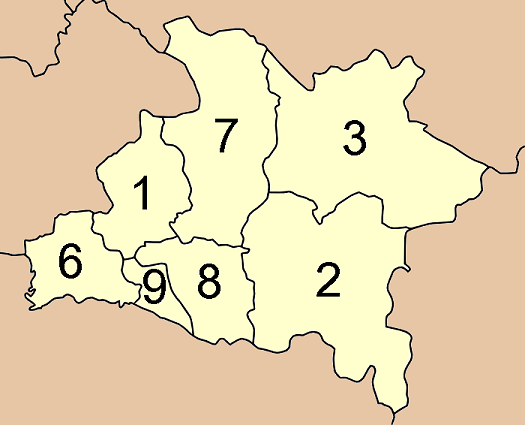
Административное деление провинции Прачинбури

Общая площадь провинции составляет 4 762,4 км² и административно делится на 7 районов (ампхе), которые в свою очередь, состоят из 65 подрайона (тамбон) и 658 поселений (мубан):
| 1. | Mueang Prachinburi |
| 2. | Kabin Buri         |
| 3. | Na Di              |
| 6. | Ban Sang           |
| 7. | Prachantakham      |
| 8. | Si Maha Phot       |
| 9. | Si Mahosot         |

## Достопримечательности
- Бамкуковый сад  (สวนพันธุ์ไผ่), в котором ученые занимаются селекцией, разведением различных видов бамбука.
- Великий Храм Короля Наресуана  (ศาลสมเด็จพระนเรศวรมหาราช) — главный буддийский храм провинции. Построен в честь того, что король Наресуан останавливался в провинции, совершая путешествие из Аюттхаи в Камбоджу в 1589 году.
- Храм Ват Бот  (วัดโบสถ์). Построен в 1278 году, расположен в западной части города. В храме есть три статуи Будды: Пхра Сирии Монгкхон Нимит, Пхра Саппхаситтхи Нава и Пхра Маха Чинасаийат.
- Храм Ват Каео Пхичит (วัดแก้วพิจิตร). Был построен в 1879 году, новый зал был пристроен к нему в 1918 году. Уникальной особенностью храма является сочетание нескольких типов архитектуры: китайской, европейской, камбоджийской и тайской.
- Музей Пхракхру Утхай Тхамматхари (พิพิธภัณฑ์พระครูอุทัยธรรมธารี (เส็ง สุขิโต). В музее хранятся археологические находки провинции, предметы искусства, древние предметы быта и культуры, как провинции Прачинбури, так и соседних регионов.
- Музей Йусуксуван (พิพิธภัณฑ์อยู่สุขสุวรรณ์). В музее выставлена экспозиция старинной мебели. Предметы, найденные во время археологических раскопок, которые проводились в восточных частях провинции.
- Си Махосот (อำเภอศรีมโหสถ) — развалины древнего города.
- Чаопхрайа Апхайпхубет (ตึกเจ้าพระยาอภัยภูเบศร). Резиденция короля Рамы VI, построенная в 1909 году. Впоследствии это здание использовалось в качестве административно-служебной больницы.